# Orthosia cardozoi
Orthosia cardozoi är en oleanderväxtart som först beskrevs av Morillo, och fick sitt nu gällande namn av Liede och Meve. Orthosia cardozoi ingår i släktet Orthosia och familjen oleanderväxter. Inga underarter finns listade i Catalogue of Life.